# FK Masallı
Der FK Masallı ist ein aserbaidschanischer Fußballverein aus Masallı.

## Geschichte
Der Verein wurde 1967 als FK Masallı gegründet und war 1992 Gründungsmitglied der Premyer Liqası. In diesem Jahr wurde der Verein in FK Viləş Masallı umbenannt.
Nach Platz 4 im Jahr 2000 konnte ein Jahr später mit dem 3. Platz die beste Saisonplatzierung erreicht werden. In den beiden Jahren konnte sich die Mannschaft für den UEFA Intertoto Cup qualifizieren.
In der Saison 2001/02 musste man sich wegen finanzieller Probleme vom Spielbetrieb zurückziehen. 2 Jahre später war der Verein wieder spielfähig und 2007 wurde der Aufstieg in die 1. Liga geschafft. Nach dieser Saison meldete der Verein Konkurs an. Seitdem spielt das Team in der Amateurliga.
Die Heimstätte des Vereins ist das Anatoli-Banischewski-Stadion mit einem Fassungsvermögen von 7.500 Zuschauern.

## 1. Liga
| Saison  | Platz | S  | U | N  | Tore  | Pkt. |
| ------- | ----- | -- | - | -- | ----- | ---- |
| 1992    | 14.   | 19 | 4 | 15 | 54:41 | 42   |
| 1993    | 6.    | 7  | 3 | 8  | 21:24 | 17   |
| 1993/94 | 6.    | 15 | 2 | 13 | 28:28 | 32   |
| 1994/95 | 6.    | 12 | 4 | 8  | 37:26 | 28   |

| Saison  | Platz | S  | U | N  | Tore  | Pkt. |
| ------- | ----- | -- | - | -- | ----- | ---- |
| 1995/96 | 8.    | 9  | 1 | 6  | 26:29 | 28   |
| 1996/97 | 10.   | 9  | 6 | 15 | 38:52 | 33   |
| 1997/98 | 8.    | 10 | 5 | 11 | 20:38 | 35   |
| 1998/99 | 8.    | 14 | 4 | 8  | 31:20 | 46   |

| Saison  | Platz                      | S                          | U                          | N                          | Tore                       | Pkt.                       |
| ------- | -------------------------- | -------------------------- | -------------------------- | -------------------------- | -------------------------- | -------------------------- |
| 1999/00 | 4.                         | 11                         | 3                          | 8                          | 28:25                      | 36                         |
| 2000/01 | 3.                         | 11                         | 5                          | 4                          | 24:11                      | 38                         |
| 2001/02 | Nach 1 Spiel zurückgezogen | Nach 1 Spiel zurückgezogen | Nach 1 Spiel zurückgezogen | Nach 1 Spiel zurückgezogen | Nach 1 Spiel zurückgezogen | Nach 1 Spiel zurückgezogen |
| 2007/08 | 10.                        | 8                          | 6                          | 12                         | 30:40                      | 30                         |

## Europapokalbilanz
| Saison | Wettbewerb         | Runde    | Gegner         | Gesamt | Hin     | Rück    |
| ------ | ------------------ | -------- | -------------- | ------ | ------- | ------- |
| 2000   | UEFA Intertoto Cup | 1. Runde | Zagłębie Lubin | 1:7    | 0:4 (A) | 1:3 (H) |
| 2001   | UEFA Intertoto Cup | 1. Runde | UMF Grindavík  | 1:3    | 0:1 (A) | 1:2 (H) |

Gesamtbilanz: 4 Spiele, 4 Niederlagen, 2:10 Tore (Tordifferenz −8)